# André Peeters
André Peeters (Aarschot, 2 juli 1954) is een Belgisch Auteur, voormalig leraar en christendemocratisch politicus voor de CVP en diens opvolger CD&V.

## Levensloop
Hij studeerde af aan de KU Leuven als licentiaat Germaanse filologie. Na zijn studie werd hij leraar moderne talen aan het Damiaaninstituut te Aarschot.
Tussen 1979 en 2001 was hij bestuurslid van De Hertogelijke Aarschotse Kring voor Heemkunde. Deze heemkundige passie zorgde ervoor dat hij een aantal heemkundige werken uitgaf over Aarschot en omgeving. Hij lag mee aan de basis van de Aarschotse Kronieken en van het eerste deel was hij zelfs de verantwoordelijke uitgever. In de jaren 80 verwierf hij enige bekendheid door zijn deelname  aan de indertijd populaire tv-kwis Van pool tot evenaar.
In 1983 werd hij gemeenteraadslid. In 1989 werd hij schepen van Ruimtelijke Ordening en Onderwijs en vanaf 1997 schepen van Openbare Werken en Ruimtelijke Ordening. Peeters was een van de tweeëntwintig mensen die zich moesten verantwoorden in een proces rond onregelmatigheden bij aanbestedingen. Hierdoor kon hij zijn burgemeesterambt niet onmiddellijk opnemen en werd hij van 1 januari 2007 tot 30 september 2007 vervangen door Frans Deboes. Na zijn vrijspraak tekende toenmalig Vlaams minister van Binnenlands Bestuur Marino Keulen op 25 september 2007 zijn benoemingsbesluit, waardoor hij vanaf 1 oktober burgemeester van Aarschot werd. Een functie die hij uitoefende tot aan de gemeenteraadsverkiezingen van 2018. Hij werd in deze hoedanigheid opgevolgd door Gwendolyn Rutten. Peeters zetelde nog in de gemeenteraad tot december 2022.
In 2013 won Peeters met twee stadsgenoten de quiz De Slimste Gemeente van VIER. De finale ging tegen De Pinte en Leuven. In 2014 zat hij al 25 jaar ononderbroken in het Aarschotse schepencollege, waarmee hij de langst onafgebroken zetelende schepen werd.